# دانشگاه بورنئو تارکان
دانشگاه بورنئو تارکان (به لاتین: Borneo Tarakan University) یک دانشگاه در اندونزی است که در تاراکان واقع شده‌است.